# جون بي. ماكنير
جون بي. ماكنير هو محامي وقاضي وسياسي كندي، ولد في 20 نوفمبر 1889 في نيو برونزويك في كندا، وتوفي في 14 يونيو 1968 في فريدريكتون في كندا. نشط حزبياً في الجمعية الليبرالية لنيو برونزويك ‏.

## مناصب
- انتخب عضو الجمعية التشريعية لنيو برونزويك ‏ (24 يناير 1940 – 28 أغسطس 1944).
- انتخب عضو الجمعية التشريعية لنيو برونزويك ‏ (27 يونيو 1935 – 20 نوفمبر 1939).
- انتخب Lieutenant Governor of New Brunswick [الإنجليزية]‏ (9 يونيو 1965 – 31 يناير 1968).
- انتخب Premier of New Brunswick [الإنجليزية]‏ (13 مارس 1940 – 7 أكتوبر 1952).